# Élections fédérales canadiennes de 2006
Les élections fédérales canadiennes de 2006 se déroulent le 23 janvier 2006 afin d'élire les députés de la 39e législature à la Chambre des communes du Canada. Le Parti conservateur du Canada remporte une pluralité de sièges : 40,3 % des sièges, c'est-à-dire 124 sur 308, 25 de plus que les 99 obtenus lors des élections de 2004, et 36,3 % des suffrages (une hausse de 6,7 % depuis le 29,6 % aux élections de 2004). Il en résulte un gouvernement minoritaire mené par le Parti conservateur avec Stephen Harper en tant que nouveau premier ministre du Canada, mettant fin à plus de 12 ans de pouvoir par les libéraux. Le 28e conseil des ministres devient alors le gouvernement minoritaire s'appuyant sur la plus faible majorité relative de l'histoire du Canada.

## Contexte
Une élection anticipée était attendue depuis que l'élection du 28 juin 2004 eut élu un gouvernement libéral minoritaire. Dans le passé, les gouvernements minoritaires ont survécu en moyenne un an et demi avant de tomber, et plusieurs considéraient que la 38e législature était particulièrement instable. Il comprenait quatre partis, et toute coalition suffisamment grande pour détenir une majorité de sièges aux communes, une nécessité pour que le gouvernement conserve le pouvoir, aurait impliqué des combinaisons idéologiques forts invraisemblables (par exemple, libéraux + conservateurs ; libéraux + bloquistes ; conservateurs + bloquistes + néo-démocrates). Dès lors, le gouvernement était menacé de tomber; même le discours du Trône faillit devenir un vote de défiance.

### Crise du printemps 2005
Le gouvernement fut à un cheveu de tomber lorsque des témoignages entendus à la commission Gomery tournèrent l'opinion publique contre le gouvernement. Le Bloc québécois était impatient depuis le début de déclencher des élections hâtives. Les conservateurs annoncèrent qu'ils avaient également perdu leur confiance en l'autorité morale du gouvernement. Ainsi, tout au long du printemps de 2005, beaucoup ont cru que les libéraux perdraient un vote de confiance, déclenchant une élection qui se tiendrait au printemps ou à l'été de 2005.
Jouant le tout pour le tout, le premier ministre Martin s'adressa directement à la nation dans un discours télévisé le 21 avril, promettant de demander la dissolution du parlement et de déclencher une campagne électorale dans les 30 jours suivant le dépôt du rapport final du juge John Gomery. La date de dépôt de ce rapport fut subséquemment reporté au 1er février 2006 ; Martin clarifia ensuite ses intentions en annonçant qu'il visait un jour de scrutin en avril 2006.
Dans la même semaine, le NPD, qui s'étaient initialement opposés au budget, choisirent d'accorder leur appui à la demande de Martin de retarder le déclenchement des élections. Les libéraux consentirent à retirer les baisses d'impôts aux entreprises du budget en échange de l'appui du NPD sur les votes de confiance ; toutefois, même avec l'appui des députés néo-démocrates, il leur manquait trois sièges pour détenir une majorité aux communes. Coup de théâtre : le 17 mai, la balance du pouvoir à la chambre est modifiée par la défection-surprise de la députée conservatrice Belinda Stronach au Parti libéral. Lors du vote de confiance, les députés indépendants Chuck Cadman et Carolyn Parrish fournirent au gouvernement les deux votes qui manquaient afin de survivre au vote sur le budget.
Le marché ne fut finalement pas nécessaire : les conservateurs choisirent d'assurer la survie du gouvernement lors du vote de confiance sur le budget original, exprimant leur appui aux coupures d'impôts et aux dépenses militaires qu'il contenait. Lorsque la Chambre vota sur la deuxième lecture et l'amendent du budget le 19 mai, les évènements précédents maintinrent le gouvernement en vie. Le projet de loi du budget original, C-43, fut adopté aisément, comme prévu ; mais le vote sur l'amendement, C-48, résultat en une égalité de voix, et le président de la chambre vote pour que le parlement continue, comme le voulait la tradition parlementaire. Le gouvernement ne fut jamais aussi près du gouffre que ce soir-là par la suite. La troisième lecture du projet de loi C-48 fut tenue tard le soir alors que les conservateurs ne s'y attendaient pas et que plusieurs d'entre eux étaient absents ; le projet de loi fut adopté facilement, garantissant qu'il n'y aurait pas d'élection dans un avenir rapproché.

### Suites du premier rapport Gomery
Le 1er novembre, le juge John Gomery déposa son premier rapport, et le scandale des commandites occupa de nouveau les manchettes. L'appui au parti libéral fondit une fois de plus, certains sondages enregistrant une chute immédiate de 10 %. Conservateurs et bloquistes renouvelèrent leur insistance pour une élection avant la date prévue par Martin. Le NPD déclara que leur appui était conditionnel à ce que les libéraux instaurent des mesures pour étouffer la livraison privée des soins de santé. Les libéraux et le NPD furent toutefois incapables d'en arriver à une entente, et le NPD se joignit aux deux autres partis d'opposition pour exiger une élection.
Toutefois, les libéraux avaient intentionnellement fixés les journées d'opposition (jours où un parti d'opposition spécifié contrôle le programme) pour le 15 novembre (conservateur), le 17 novembre (Bloc québécois) et le 24 novembre (NPD). Ces journées garantissaient que toute élection chevaucherait le temps des fêtes, une idée jugée impopulaire. À la suite de négociations entre les partis d'opposition, ils livrèrent plutôt au premier ministre un ultimatum, exigeant qu'il déclenche une élection immédiatement après les fêtes, en défaut de quoi il devrait subir un vote de non-confiance immédiat, ce qui déclencherait une campagne électorale pendant les fêtes.
Dans cette optique, le NPD introduisit une motion parlementaire exigeant que le gouvernement déclenche une élection en janvier 2006, pour un scrutin le 13 février ; toutefois, seul le premier ministre a l'autorité pour conseiller le gouverneur général sur une date d'élection. Le gouvernement n'était donc pas lié par la motion néo-démocrate. Martin indiqua qu'il entendait toujours fixer la date du scrutin au 26 avril 2006, et qu'il ferait fi de la motion (qui fut adoptée facilement comme prévu, grâce aux partis d'opposition, le 21 novembre, à 167 voix contre 129).
Les trois chefs de l'opposition s'étaient entendus pour retarder l'introduction de la motion de non-confiance au 24 novembre, afin d'assurer qu'une conférence entre le gouvernement et les chefs autochtones prévue pour le 24 ne serait pas perturbée par la campagne. La procédure parlementaire dicta que le vote sur la motion fut reporté jusqu'au 28. Même si les partis d'opposition n'eussent pas déposé leur motion de non-confiance, le gouvernement s'attendait tout de même à tomber—il devait y avoir un vote sur des estimations budgétaires supplémentaires le 8 décembre, et si celui-ci avait été défait, le manque de fonds aurait forcé la chute du gouvernement.
Le chef conservateur Stephen Harper, chef de l'opposition, introduisit une motion de non-confiance le 24 novembre, qui fut appuyé par le chef néo-démocrate Jack Layton. La motion passa au vote et fut adoptée le soir du 28 novembre : tous les députés du NPD, du Bloc québécois et du Parti conservateur qui étaient présents, ainsi que 3 indépendants (Bev Desjarlais, David Kilgour et Pat O'Brien) votèrent avec une force combinée de 171 voix. Ce fut la cinquième fois qu'un gouvernement canadien perdit la confiance de la chambre, mais ce fut la première fois que ceci arriva sur un vote de non-confiance. Les quatre occasions précédentes étaient dues à un manque de fonds à la suite d'une défaite sur un vote budgétaire ou sur une motion de censure.
Martin rendit visite à Michaëlle Jean le lendemain matin, où il lui conseilla formellement de dissoudre le parlement et de fixer la date du scrutin le 23 janvier. Conformément à la tradition constitutionnelle canadienne, elle y consentit (une telle requête n'a été refusée qu'une seule fois dans l'histoire du Canada, voir Affaire King-Byng), déclenchant officiellement une campagne électorale qui mijotait depuis des mois.
Tôt dans la campagne, les sondages donnaient une avance solide de 5 à 10 points aux libéraux, lesquels semblaient pouvoir former un gouvernement minoritaire fort au pire des cas. Un point tournant semble toutefois avoir été atteint entre Noël et le jour de l'an, avec la révélation d'une enquête de la GRC dans une affaire d'allégations de fuites vers des milieux financiers provenant de l'intérieur du département des Finances. Depuis l'éclatement de cette histoire, le momentum semble solidement favoriser les conservateurs, qui ont obtenu jusqu'à dix points d'avance sur les libéraux dans les sondages. Avec les conservateurs à égalité ou même devançant les libéraux au Québec, la possibilité d'un gouvernement conservateur majoritaire ne semblait donc plus irréaliste.

## Déroulement

### Déclenchement
Les élections générales consistent à élire la 39e législature de la Chambre des communes, et à déterminer indirectement le nom du prochain premier ministre et de son futur cabinet, le gouvernement étant formé par le parti politique ou la coalition la plus apte à commander la confiance de la Chambre (habituellement, il s'agit du parti avec le plus de députés élus).
Cette élection, inhabituelle du fait qu'elle se déroule en hiver, a été déclenchée à la suite d'une motion de censure adoptée le 28 novembre 2005. Le lendemain, le premier ministre Paul Martin s'est rendu à la résidence de la gouverneure générale Michaëlle Jean qui a consenti à dissoudre le parlement, comme le veut la tradition. La campagne dura près de huit semaines, la plus longue en deux décennies, afin de faire une trêve entre Noël et le jour de l'an.
Plusieurs observateurs ont considéré que des évènements politiques récents, notamment les témoignages rendus à la commission Gomery qui enquêtait sur le scandale des commandites, ont affaibli les libéraux (qui, sous Martin, formaient jusque-là un gouvernement minoritaire) en lançant des allégations sérieuses de corruption criminelle au sein du parti. Bien que l'élection n'était pas légalement obligatoire avant 2008, l'opposition disposait de suffisamment de voix pour forcer la dissolution du parlement avant cette date. Bien que le premier ministre Martin s'était engagé en avril 2005 à dissoudre le parlement dans le mois suivant le dépôt du deuxième rapport Gomery (prévu pour le 1er février 2006), les trois partis de l'opposition—les conservateurs, le Bloc québécois et le Nouveau Parti démocratique (NPD)—ainsi que trois sur quatre députés indépendants ont décidé de ne pas attendre, et la motion de censure fut adoptée à 171 voix contre 133.

### Chronologie
- 23 janvier : Victoire du parti conservateur.
- 10 janvier : Deuxième débat des chefs télévisé en français.
- 9 janvier : Deuxième débat des chefs télévisé en anglais.
- 2 janvier 2006 : Pour la première fois, le Parti conservateur prend l'avance sur les libéraux dans un sondage. 33 pour cent des Canadiens appuieraient les conservateurs contre 32 pour cent pour les libéraux. L'appui pour le NPD serait à 18 pour cent.
- 16 décembre : Premier débat des chefs télévisé en anglais.
- 15 décembre : Premier débat des chefs télévisé en français. Un document détaillant la stratégie de campagne libérale au Québec s'est retrouvé par erreur entre les mains de Radio-Canada. Il mentionne les circonscriptions à risque, et celles que le parti est certain de perdre[1]
- 13 décembre : Paul Martin se fait sermonner par l'ambassadeur des États-Unis, David Wilkins, qui lui ordonne de cesser de s'attaquer aux États-Unis pour mousser sa campagne au Canada.
- 3 décembre : Interrogé s'il amènerait sa femme dans une clinique privée, Jack Layton a répondu qu'il préfèrerait rester et souffrir avec sa femme.
- 1er décembre : Wal-Mart Canada est dans la mire des attaques électorales. À la suite d'un documentaire explosif de Télévision de Radio-Canada qui a enquêté au Bangladesh et a montré le travail des enfants dans les fabriques de vêtements vendus au Canada, les accusations du Bloc québécois ont suivi, le premier ministre Paul Martin promet de légiférer pour interdire cette pratique par une compagnie canadienne[2].
- 1er décembre : Polémique autour de la taxe sur les produits et services, lorsque Stephen Harper, leader du Parti conservateur, promet de baisser la taxe à 5 % au cours de son mandat s'il est élu. Cette promesse est dénoncée comme irresponsable par les leaders des autres partis
- 29 novembre : après la chute du gouvernement minoritaire du Parti libéral du Canada, la gouverneure générale a, à la suite de la demande du premier ministre Paul Martin, dissout la Chambre des communes et déclenché des élections générales pour le 23 janvier 2006.

### Candidats
La plupart des analystes s'étaient accordés pour dire que seuls les libéraux ou les conservateurs avaient la capacité de former le futur gouvernement, quoique l'histoire politique canadienne n'est pas sans ses exemples de résultats complètement imprévus, comme en Ontario en 1990 avec la victoire surprise des néo-démocrates menés par Bob Rae.

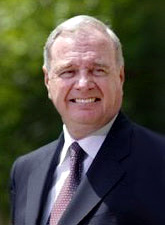
Paul Martin, premier ministre du Canada et chef du Parti libéral du Canada.
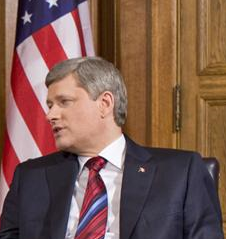
Stephen Harper, chef de l'opposition et chef du Parti conservateur du Canada.
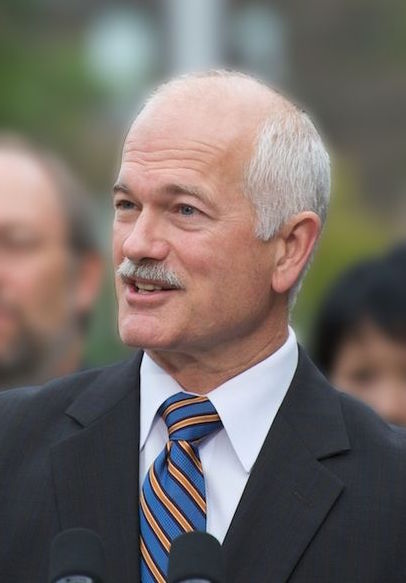
Jack Layton, chef du Nouveau Parti démocratique du Canada.

Les libéraux du premier ministre sortant Paul Martin espéraient reprendre leur majorité perdue lors des dernières élections.
Les conservateurs de Stephen Harper espéraient bien devenir le troisième parti à former un gouvernement fédéral au Canada. Une faiblesse persistante au Québec et dans les régions urbaines faisaient douter de cette capacité à atteindre une majorité conservatrice absolue. Des gains additionnels dans les circonscriptions rurales et dans les banlieues ontariennes étaient donc nécessaires pour au moins former un gouvernement minoritaire.
Le NPD prétendait que des votes stratégiques de dernière minute lui avait coûté plusieurs sièges en 2004, l'électorat de gauche ayant transféré leurs votes au libéraux pour empêcher que Stephen Harper soit porté au pouvoir à la tête d'un gouvernement conservateur. Jack Layton a toujours évité de prétendre pouvoir gagner l'élection, préférant plaider pour un contingent accru de députés néo-démocrates aux communes pour détenir la balance du pouvoir dans un gouvernement minoritaire, libéral ou conservateur. Les commentateurs politiques croient depuis longtemps que le but principal à moyen terme pour le NPD serait d'être les partenaires juniors des libéraux dans le premier authentique gouvernement de coalition canadien.
Le Bloc québécois obtint un résultat très satisfaisant lors du scrutin de 2004, les libéraux étant confinés aux régions à forte tendance fédéraliste dans certains secteurs de Montréal et Gatineau. Ironiquement, ceci veut dire qu'il ne restait que très peu de circonscriptions "gagnables"—autour de huit, environ—que le Bloc pourrait viser. Avec leurs alliés provinciaux du Parti québécois qui s'attendent à reprendre le pouvoir en 2007, un contingent important de souverainistes à la Chambre des communes pourrait jouer un rôle majeur dans la réouverture de la question de l'indépendance du Québec. Le Bloc québécois ne présenta des candidats que dans la province de Québec.
En plus des quatre partis déjà représentés aux communes, le Parti vert du Canada de Jim Harris entendait, une fois de plus, présenter des candidats dans chacune des 308 circonscriptions fédérales. Bien qu'aucun candidat vert n'aie été élu jusqu'à maintenant au Canada, le parti a déjà atteint des sommets de 19 % d'appuis en Colombie-Britannique et 10 % à l'échelle nationale. Ils ont récolté environ 5 % des suffrages lors du scrutin de 2004.

### Engagements
- Bloc québécois[note 1]
  - Encadrement du pouvoir de dépenser du gouvernement fédéral
  - Défense des intérêts du Québec et mise en application du concept de « nation québécoise »
  - Défense du Protocole de Kyoto
  - Création d'une équipe nationale de hockey pour le Québec
- Parti conservateur
  - Diminution de la TPS à 6 % immédiatement, puis à 5 % quelque part dans un délai de 5 ans
  - Nomination d'un procureur indépendant contre la corruption
  - Aide pour les étudiants en accordant une déduction de 500 $ pour les outils et en donnant un crédit d'impôt de 500 $ pour l'achat de manuels scolaires
  - Dépense de 5,3 milliards $ d'ici 2010 pour le budget de la défense
  - Crédit d'impôt pour les utilisateurs du transport en commun
  - Adoption d'une Charte des droits des anciens combattants
  - Négociations avec les provinces pour régler le déséquilibre fiscal
  - 2 milliards $ pour les routes et infrastructures
- Parti libéral
  - Interdiction des armes de poing
  - Prolongement du programme national des garderies de 5 à 10 ans
  - Amendement constitutionnel pour éliminer la possibilité d'utiliser la clause dérogatoire de la Charte des droits et libertés pour le gouvernement fédéral.
- NPD
  - Transfert d'1 milliard $ par année aux provinces dans le secteur des soins à domicile de longue durée
  - Création de nouvelles lois environnementales : Loi sur l’eau salubre, Loi sur l’air purifié, Loi à l’effet de faire payer le pollueur
  - Établissement d'un plan exhaustif d’amélioration du rendement énergétique des bâtiments
  - Intégrer officiellement le Québec dans les lois constitutionnelles du Canada

### Slogans électoraux
Les slogans électoraux des partis pour l'élection de 2006 :
| Parti | Parti        | Slogan (français)                         | Slogan (anglais)                         | Traduction en français                |
| ----- | ------------ | ----------------------------------------- | ---------------------------------------- | ------------------------------------- |
|       | Conservateur | Changeons pour vrai                       | Stand up for Canada                      | Debout pour le Canada                 |
|       | Libéral      | Un Canada à votre image/Réussir le Canada | Choose your Canada/Making Canada succeed | Choisissez votre Canada               |
|       | NPD          | Des réalisations concrètes pour les gens  | Getting results for people               | [Obtenir] des résultats pour les gens |
|       | BQ           | Heureusement, ici, c'est le Bloc !        | Aucun                                    | Aucun                                 |
|       | Vert         | Oui, nous pouvons                         | We can                                   | Nous pouvons                          |

### Soutiens de la presse
| Titre              | En 2004 | En 2004 | En 2006 | En 2006              |
| ------------------ | ------- | ------- | ------- | -------------------- |
| Le Devoir          |         | Bloc    |         | Bloc                 |
| Le Soleil          |         | Aucun   |         | Conservateur         |
| La Presse          |         | Aucun   |         | Conservateur         |
| The Gazette        |         | Libéral |         | Conservateur         |
| The Globe and Mail |         | Libéral |         | Conservateur         |
| Le Droit           |         | Aucun   |         | Conservateur (min.), |
| Toronto Star       |         | Libéral |         | Libéral              |
| Calgary Herald     |         |         |         | Conservateur         |
| National Post      |         |         |         | Conservateur         |

Pour la première fois depuis les élections de 1988 la grande majorité des quotidiens majeurs donnent leur appui au Parti conservateur. Seul le Toronto Star maintient son appui au Parti libéral tandis que Le Devoir continue son soutien au Bloc québécois.

## Sondages
| |
| - Parti libéral du Canada - Parti conservateur du Canada - Nouveau parti démocratique - Bloc québécois - Parti vert du Canada |

## Résultats
Stephen Harper est réélu dans sa circonscription de Calgary-Sud-Est, qu'il représente depuis 2002, s'assurant un siège dans la nouvelle législature.
Le scrutin a lieu le 23 janvier 2006. Les premiers postes de scrutin ferment à 19h00 (heure de l'est) ; Élections Canada commence à publier des résultats préliminaires sur son site web à 22h00 (heure de l'est) comme les derniers postes de scrutin ferment. Peu après minuit, le 24 janvier 2006, le premier ministre sortant Paul Martin concède la défaite, et annonce sa démission en tant que chef du Parti libéral. Il continue de siéger comme député de LaSalle—Émard, la circonscription de la région de Montréal qu'il représente depuis l'élection de 1988.
À 9h30 le 24 janvier, Martin remet sa démission en tant que premier ministre à la gouverneure générale Michaëlle Jean. Un congrès d'investiture du Parti libéral sera tenu plus tard dans l'année pour élire un successeur à Paul Martin. Plus tard cette même journée, à 18h45, Jean invite Harper à former un gouvernement. Le premier ministre et son conseil des ministres sont assermentés le 6 février.

### Dans le pays

Distribution initiale des sièges à la Chambre des communes après l'élection de 2006.
Conservateurs (124)
Libéraux (103)
Bloquistes (51)
Néo-démocrates (29)
Indépendant (1)

Répartition des voix.

Les résultats montrent un gouvernement minoritaire conservateur détenant 124 sièges à la Chambre des communes avec une opposition officielle libérale et un NPD renforcé. Avec 124 des 308 circonscriptions du pays (+ 26) et 36,3 % des voix, les conservateurs remportent l'élection mais n'obtiennent pas la majorité absolue de 155 sièges. Ils font la plupart de leurs gains en Ontario et au Québec — en effet, ils subissent quelques pertes dans l'Ouest. Malgré une offensive de charme, ils n'obtiennent aucun élu dans les trois plus grandes villes du pays (Vancouver, Toronto et Montréal) mais emportent dix sièges au Québec avec près de 25 % des voix (contre aucun auparavant) devant les libéraux (20 %). Ils sont devancés en Ontario et dans les provinces atlantiques par les libéraux mais ils remportent la totalité des 28 sièges de l'Alberta (65 % des voix). La part des suffrages des conservateurs et des libéraux est une inversion presque parfaite des résultats de ces deux partis en 2004 ; toutefois, les conservateurs ne réussissent pas à amasser autant de sièges que les libéraux en 2004.
Les libéraux sont battus avec 103 élus (- 30) et 30,3 % des suffrages. Ils emportent les deux sièges du Nunavut et du Yukon et devancent les conservateurs en Ontario et dans les provinces atlantiques. Dans son discours suivant la défaite, Paul Martin déclare qu'il ne mènera pas le Parti libéral du Canada dans une autre élection.
Le NPD remporte de nouveaux sièges en Colombie-Britannique et en Ontario, augmentant leur part des suffrages de façon non négligeable par rapport à 2004. Ils remportent le seul siège de député des Territoires du Nord-Ouest et arrivent en seconde position derrière les conservateurs mais devant les libéraux en Colombie-Britannique.
Le Bloc parvient à remporter presque autant de sièges qu'en 2004 malgré avoir perdu une part importante du vote populaire grâce à une nouvelle division de voix entre les conservateurs et les libéraux. Un rapport interne publié par Hélène Alarie en 2007 révèle qu'il s'était gravement éloigné des valeurs canadiennes-françaises et avait adopté une approche montréalocentrique. Les résultats ont provoqué une importante crise au sein du parti.
L'animateur de la radio québécois André Arthur réussit à remporter son siège dans la circonscription de Portneuf—Jacques-Cartier défaisant le député bloquiste sortant Guy Côté.
Tout en maintenant avoir des chances d'obtenir leur premier siège au parlement, le Parti vert, avec une augmentation des voix de 0,2 % relativement aux élections de 2004, ne réussissent pas à percer en Colombie-Britannique, là où leurs espoirs étaient les plus grands.
Un dépouillement judiciaire est automatiquement ordonné dans la circonscription de Parry Sound—Muskoka, où les résultats préliminaires donnent le conservateur Tony Clement vainqueur par seulement 21 voix sur son rival libéral Andy Mitchell, parce que la différence entre les deux candidats est inférieur à 0,1 %. À la suite du recomptage, Clément est confirmé vainqueur par 28 voix.
Le candidat conservateur Jeremy Harrison, défait de justesse par le libéral Gary Merasty dans la circonscription saskatchewanaise de Desnethé—Missinippi—Rivière Churchill par 72 voix, lance des allégations de fraude électorale, mais décide de ne pas lancer de procédure. Un dépouillement judiciaire est ordonné dans la circonscription et Merasty est confirmé vainqueur par une marge réduite de 68 voix.
Les résultats préliminaires indiquent que 64,9 % des électeurs enregistrés ont exercé leur droit de vote, une augmentation notable par rapport à 2004, quand seulement 60,9 % l'avaient fait.
|                           |                                 |                                 |                     |        |        |        |        |            |        |        |
| Parti                     | Parti                           | Chef                            | Nombre de candidats | Sièges | Sièges | Sièges | Sièges | Voix       | Voix   | Voix   |
| Parti                     | Parti                           | Chef                            | Nombre de candidats | 2004   | Diss.  | 2006   | Diff.  | Nombre     | %      | Diff.  |
|                           | Conservateur                    | Stephen Harper                  | 308                 | 99     | 98     | 124    | +25    | 5 374 071  | 36,3 % | +6,7 % |
|                           | Libéral                         | Paul Martin                     | 308                 | 135    | 133    | 103    | -32    | 4 479 415  | 30,2 % | -6,5 % |
|                           | Bloc québécois                  | Gilles Duceppe                  | 75                  | 54     | 53     | 51     | -3     | 1 553 201  | 10,5 % | -1,9 % |
|                           | NPD                             | Jack Layton                     | 308                 | 19     | 18     | 29     | +10    | 2 589 597  | 17,5 % | +1,8 % |
|                           | Indépendant/Aucune appartenance | Indépendant/Aucune appartenance | 90                  | 1      | 4      | 1      | -      | 81 860     | 0,5 %  | N/A    |
|                           | Vert                            | Jim Harris                      | 308                 | -      | -      | -      |        | 664 068    | 4,5 %  | +0,2 % |
|                           | Héritage chrétien               | Ron Gray                        | 45                  | -      | -      | -      |        | 28 152     | 0,2 %  | -0,1 % |
|                           | Progressiste canadien           | Tracy Parsons                   | 25                  | -      | -      | -      |        | 14 446     | 0,1 %  | 0,0 %  |
|                           | Marxiste-léniniste              | Sandra L. Smith                 | 69                  | -      | -      | -      |        | 14 151     | 0,1 %  | 0,0 %  |
|                           | Marijuana                       | Blair Longley                   | 23                  | -      | -      | -      |        | 9 171      | 0,1 %  | -0,1 % |
|                           | Action canadienne               | Connie Fogal                    | 34                  | -      | -      | -      |        | 6 102      | 0,0 %  | -0,1 % |
|                           | Communiste                      | Miguel Figueroa                 | 21                  | -      | -      | -      |        | 3 022      | 0,0 %  | 0,0 %  |
|                           | Libertarien                     | Jean-Serge Brisson              | 10                  | -      | -      | -      |        | 3 002      | 0,0 %  | 0,0 %  |
|                           | First Peoples                   | Barbara Wardlaw                 | 5                   | *      | -      | -      | *      | 1 201      | 0,0 %  | *      |
|                           | Western Block Party             | Doug Christie                   | 4                   | *      | -      | -      | *      | 1 094      | 0,0 %  | *      |
|                           | AAEVP                           | Liz White                       | 1                   | *      | -      | -      | *      | 72         | 0,0 %  | *      |
|                           | Vacant                          | Vacant                          | Vacant              | Vacant | 2      |        |        |            |        |        |
| Total                     | Total                           | Total                           | 1634                | 308    | 308    | 308    | -      | 14 845 680 | 100 %  |        |
| Source : Élections Canada |                                 |                                 |                     |        |        |        |        |            |        |        |

Notes :
- La nomination de candidats prend fin le 2 janvier 2006. Les nombres de candidats cités ci-haut se basent sur les enregistrements officiels. Les nominations deviennent officielles le 5 janvier 2006.
- « % diff. » : indique la différence par rapport à l'élection précédente.
- * : indique que le parti n'a pas présenté de candidats lors de l'élection précédente.

### Par province
|       | Conservateur                  | Sièges | 17     | 28     | 12     | 8      | 40     | 10     | 3       | 3      | -       | 3      | -      | -      | -      | 124 |  |  |  |  |  |  |  |  |
| Voix  | Conservateur                  | 37,3 % | 65,0 % | 48,9 % | 42,8 % | 35,1 % | 24,6 % | 35,7 % | 29,7 %  | 33,4 % | 42,7 %  | 29,6 % | 19,8 % | 23,7 % | 36,2 % |     |  |  |  |  |  |  |  |  |
|       | Libéral                       | Sièges | 9      | 0      | 2      | 3      | 54     | 13     | 6       | 6      | 4       | 4      | 1      | 0      | 1      | 103 |  |  |  |  |  |  |  |  |
| Voix  | Libéral                       | 27,6 % | 15,3 % | 22,4 % | 26,0 % | 39,9 % | 20,7 % | 39,2 % | 37,2 %  | 52,5 % | 42,8 %  | 39,1 % | 34,9 % | 48,5 % | 30,2 % |     |  |  |  |  |  |  |  |  |
|       | Bloc québécois                | Sièges |        |        |        |        |        | 51     |         |        |         |        |        |        |        | 51  |  |  |  |  |  |  |  |  |
| Voix  | Bloc québécois                | 42,1 % | 10,5 % |        |        |        |        |        |         |        |         |        |        |        |        |     |  |  |  |  |  |  |  |  |
|       | NPD                           | Sièges | 10     | 0      | 0      | 3      | 12     | 0      | 1       | 2      | 0       | 0      | 0      | 1      | -      | 29  |  |  |  |  |  |  |  |  |
| Voix  | NPD                           | 28,6 % | 11,6 % | 24,0 % | 25,4 % | 19,4 % | 7,5 %  | 21,9 % | 29,84 % | 9,6 %  | 13,58 % | 17,6 % | 42,1 % | 23,9 % | 17,5 % |     |  |  |  |  |  |  |  |  |
|       | Vert                          | Sièges | 0      | 0      | 0      | 0      | 0      | 0      | 0       | 0      | 0       | 0      | 0      | 0      | 0      | 0   |  |  |  |  |  |  |  |  |
| Voix  | Vert                          | 5,3 %  | 6,5 %  | 3,2 %  | 3,9 %  | 4,7 %  | 4,0 %  | 2,4 %  | 2,6 %   | 3,9 %  | 0,9 %   | 5,9 %  | 2,1 %  | 4,0 %  | 4,5 %  |     |  |  |  |  |  |  |  |  |
|       | Autres partis et indépendants | Sièges |        |        |        |        |        | 1      |         |        |         |        |        |        |        | 1   |  |  |  |  |  |  |  |  |
| Voix  | Autres partis et indépendants |        |        |        |        |        | 0,9 %  |        |         |        |         |        |        |        | 0,1 %  |     |  |  |  |  |  |  |  |  |
|       |                               |        |        |        |        |        |        |        |         |        |         |        |        |        |        |     |  |  |  |  |  |  |  |  |
| Total | Total                         | Total  | 36     | 28     | 14     | 14     | 106    | 75     | 10      | 11     | 4       | 7      | 1      | 1      | 1      | 308 |  |  |  |  |  |  |  |  |

### Par circonscription
- Terre-Neuve-et-Labrador
- Île-du-Prince-Édouard
- Nouvelle-Écosse
- Nouveau-Brunswick
- Québec
- Ontario
- Manitoba
- Saskatchewan
- Alberta
- Colombie-Britannique
- Territoires

### 10 circonscriptions les plus serrées
1. Parry Sound—Muskoka, ON : Tony Clement (cons.) défait Andy Mitchell (lib.) par 28 voix
2. Desnethé—Missinippi—Rivière Churchill, SK : Gary Merasty (lib.) défait Jeremy Harrison (cons.) par 73 voix
3. Winnipeg-Sud, MB : Rod Bruinooge (cons.) défait Reg Alcock (lib.) par 111 voix
4. Glengarry—Prescott—Russell, ON : Pierre Lemieux (cons.) défait René Berthiaume (lib.) par 203 voix
5. Louis-Hébert, QC : Luc Harvey (cons.) défait Roger Clavet (BQ) par 231 voix
6. St. Catharines, ON : Rick Dykstra (cons.) défait Walt Lastewka (lib.) par 244 voix
7. Tobique—Mactaquac, NB : Mike Allen (cons.) défait Andy Savoy (lib.) par 254 voix
8. Thunder Bay—Superior-Nord, ON : Joe Comuzzi (lib) défait Bruce Hyer (NDP) par 408 voix
9. Nova-Ouest, NÉ : Robert Thibault (lib) défait Greg Kerr (cons.) par 511 voix
10. Brant, ON : Lloyd St. Amand (lib) défait Phil McColeman (Cons) par 582 voix